# Kurepõllu
Kurepõllu est un quartier du district de  Lasnamäe à Tallinn en Estonie.

## Description
En 2019, Kurepõllu compte 3 987 habitants.
Sa superficie est de 0,68 km2.
Ses quartiers voisins sont Paevälja, Laagna, Pae, Sikupilli, Uuslinn et Kadriorg
Le quartier est limité par les rues Uuslinna tänav, Valge tänav, Narva maantee, J. Smuuli tee et Laagna tee.
Ses autres rues sont Kurepõllu tänav, Liikuri tänav, Turba tänav et Võidujooksu tänav.

## Population
| 2008  | 2010  | 2011  | 2012  | 2013  | 2014  |
| ----- | ----- | ----- | ----- | ----- | ----- |
| 3 608 | 3 697 | 3 681 | 3 706 | 3 717 | 3 800 |

| 2015  | 2016  | 2017  | 2018  | 2019  | 2020  |
| ----- | ----- | ----- | ----- | ----- | ----- |
| 3 787 | 3 799 | 3 890 | 4 042 | 3 987 | 4 178 |

| 2021  | 2022  | - | - | - | - |
| ----- | ----- | - | - | - | - |
| 4 469 | 4 693 | - | - | - | - |

## Transports
Les lignes de bus n° 12, 29, 35, 39, 42, 44, 51, 60, 63, 66, 67 desservent le quartier.

## Galerie

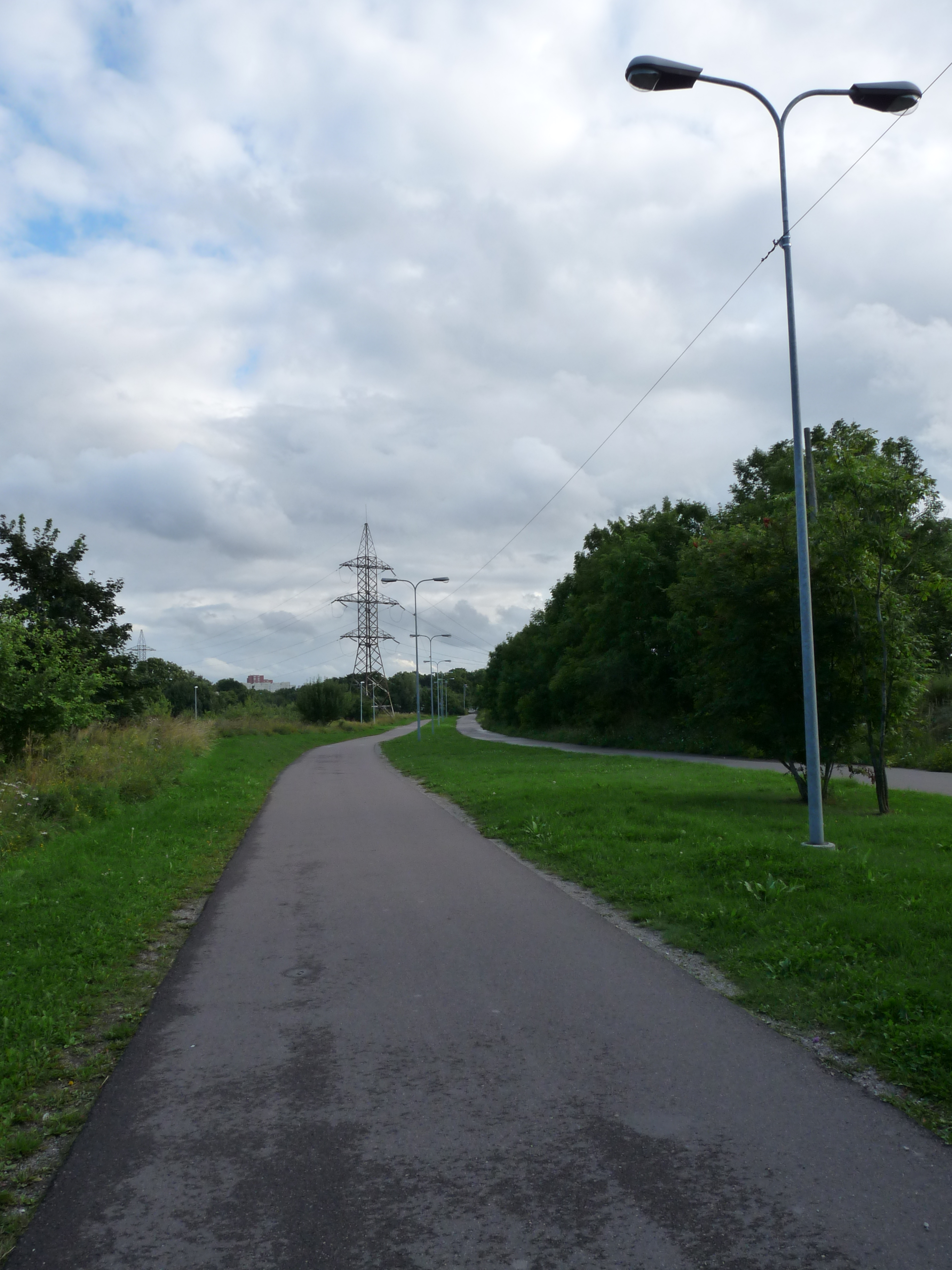
Piste cyclable de la rue Mäe.
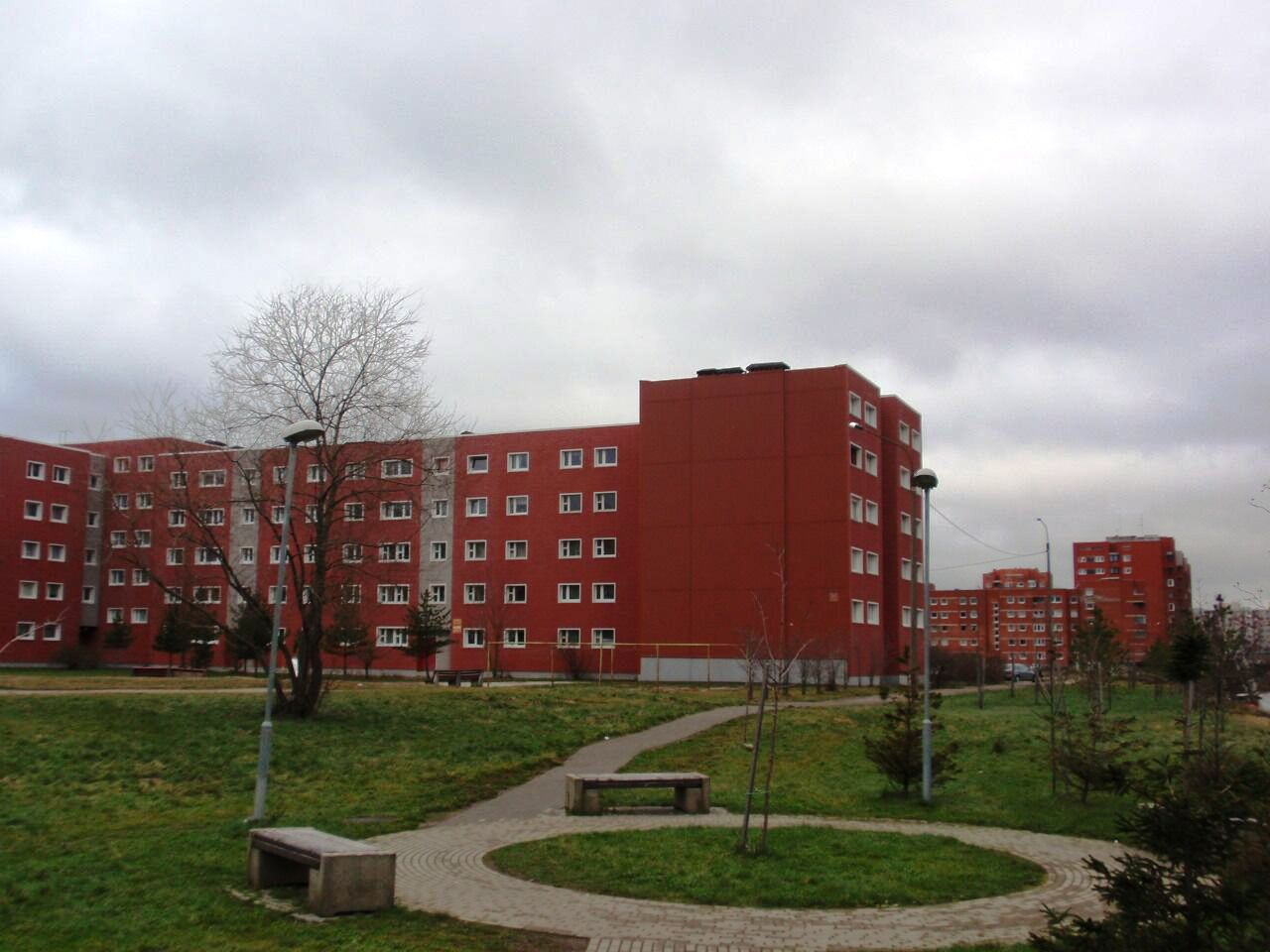
Immeubles d'Appartements à Kurepõllu.
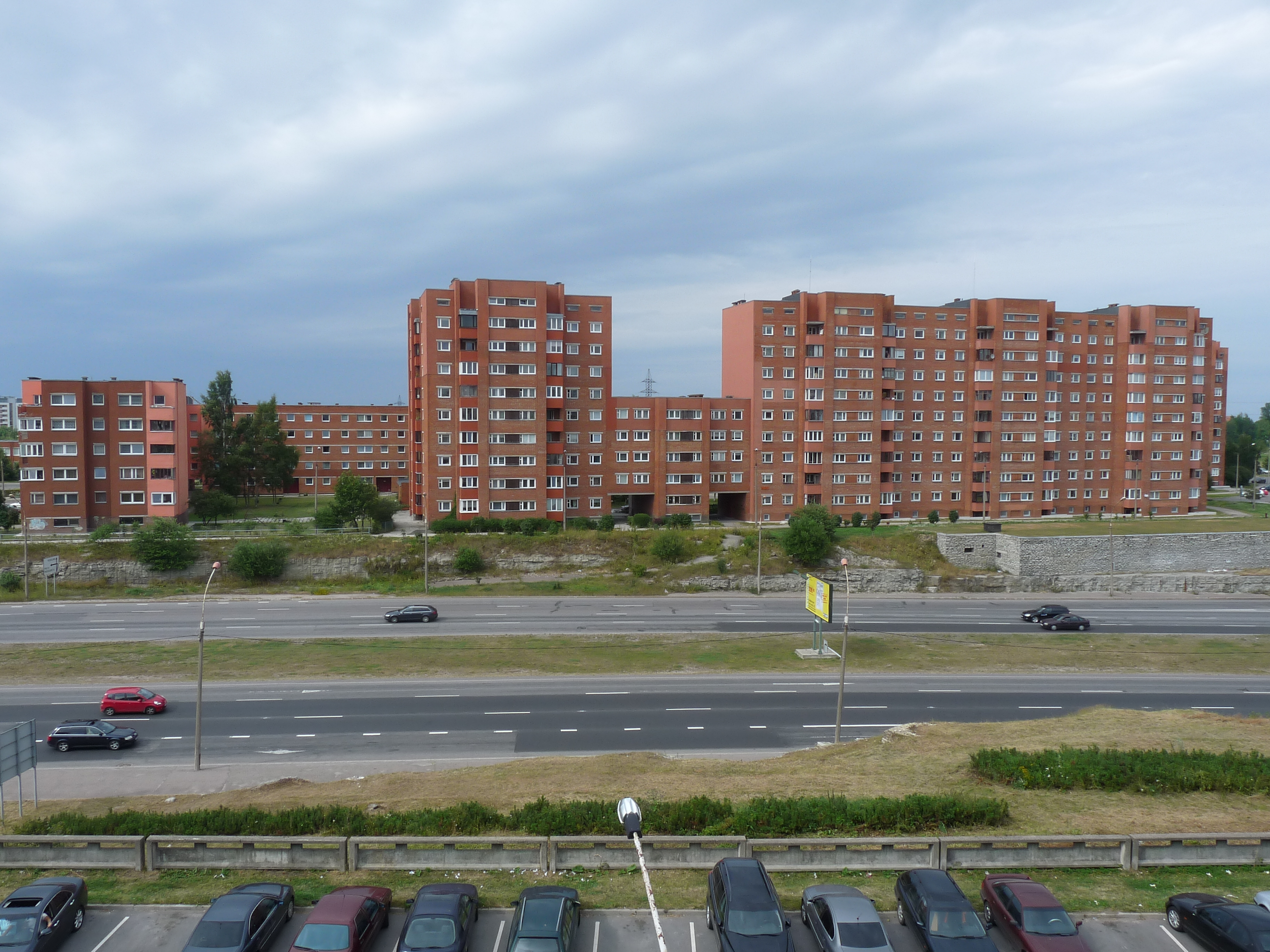
La cité rouge.
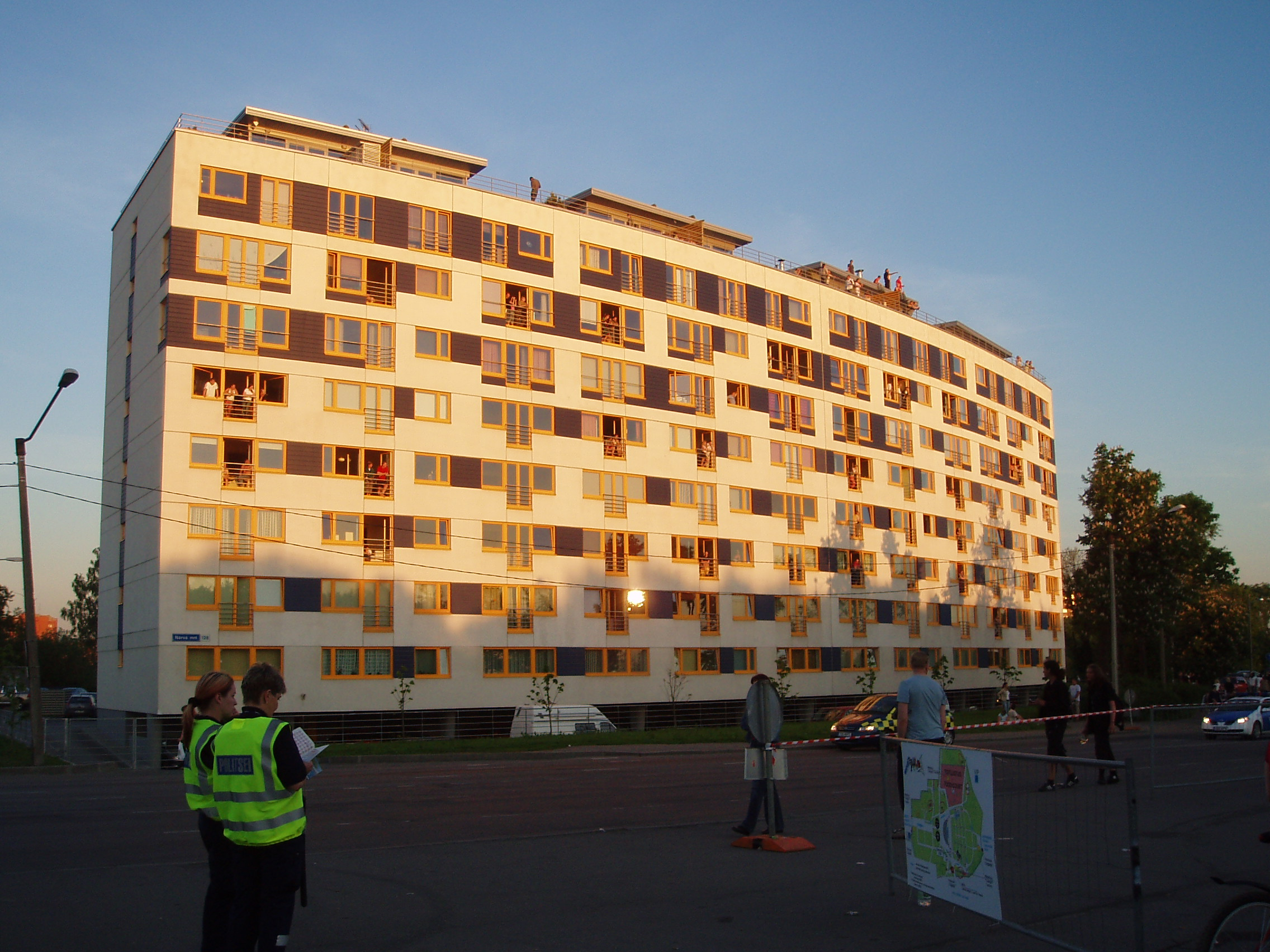
Narva mnt 128
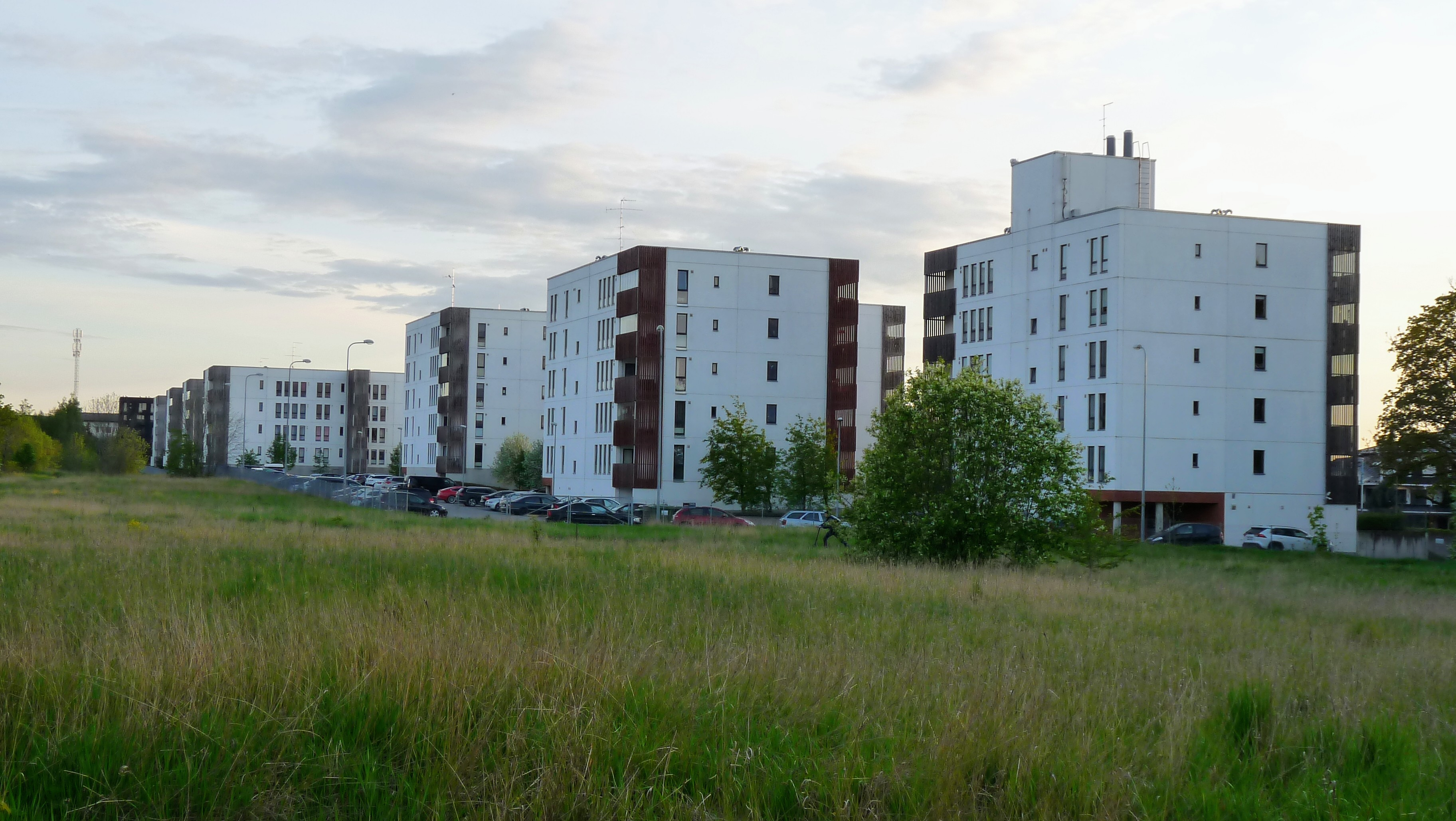
Valge tänav.
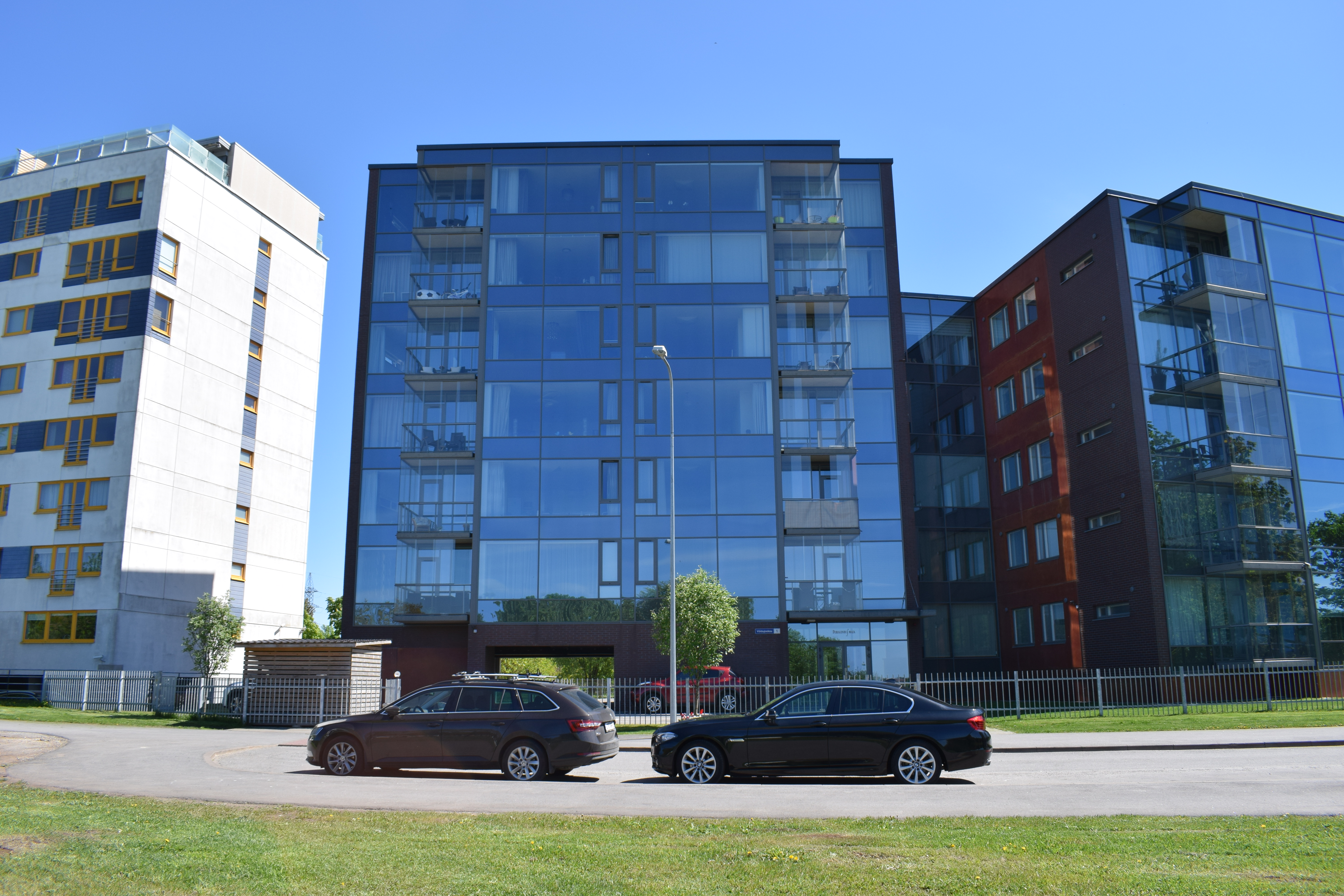
Võidujooksu.